# NBEAL2
NBEAL2‏ (Neurobeachin like 2) هوَ بروتين يُشَفر بواسطة جين NBEAL2 في الإنسان.<ref name="entrez">